# Yara Naoum
Yara Naoum (arabisch يارا نعوم, DMG Yārā Naʿūm; * 1. September 1987) ist eine ägyptische Schauspielerin und Model.

## Leben
Naoum wurde am 1. September 1987 in Kairo geboren. Sie gewann 2008 den Titel Miss Egypt und vertrat Ägypten bei den Wahlen zur Miss World und Miss Universe. Sie hatte bislang nur eine einzige Schauspielerfahrung, nämlich in dem Film Hīna Maisara / حين ميسرة von Regisseur Khaled Youssef. Sie trat seitdem nicht wieder auf, da sie mit ihrem Studium des Bühnenbildes am Higher Institute of Cinema in Kairo beschäftigt war. Sie ist die Ehefrau des ägyptischen Fußballspielers Emad Moteab.

## Gerichtsverfahren
Yara Naoum und ihre Mutter wurden 2021 vor das Ortsgericht für Ordnungswidrigkeiten in Hurghada gebracht. Ihnen wurde Diskriminierung vorgeworfen, weil sie einem Babysitter den Zutritt zu einem Schwimmbad verwehrt hatten.
Naoum betonte, dass sie niemanden diskriminiere und alle Teile der Gesellschaft respektiere.